# Rozhledna Na Brotnici
Rozhledna Na Brotnici, nazývaná také rozhledna Necpaly a slovensky Rozhľadňa Na Brotnici, je rozhledna na území obce Necpaly v okrese Martin na Slovensku.Nachází se v geomorfologickém celku Turčianská kotlina v regionu Turiec v Žilinském kraji.

## Historie a popis
Rozhledna Na Brotnici je malá dřevěná, příhradová, jednopodlažní a zastřešená věžová stavba s výškou cca 7 m, která se nachází v nadmořské výšce 620 m. Má jednu vyhlídkovou plošinu ve výšce cca 3,5 m, která je ohraničena zábradlím. Byla postavena v roce 2013 a stojí u silnice mezi vesnicemi Necpaly a stojí u silnice mezi vesnicemi Necpaly a Folkušová. Společně s blízkými rozhlednami podobné konstrukce, kterými jsou rozhledna Na Tŕní a rozhledna Na Kalníku, vznikly v rámci jednoho projektu. Rozhledna nabízí výhledy na blízké obce, Turčianskou kotlinu, hřebeny Malé Fatry a Velké Fatry a na pohoří Žiar, jež tvoří jižní hranici Turčianské kotliny. U rozhledny jsou dřevěné posezení, ohniště a informační tabule.

## Další informace
Rozhledna je celoročně volně přístupná a nachází se u cyklotrasy Turčianska cyklomagistrála a dalších cyklotras.

## Galerie

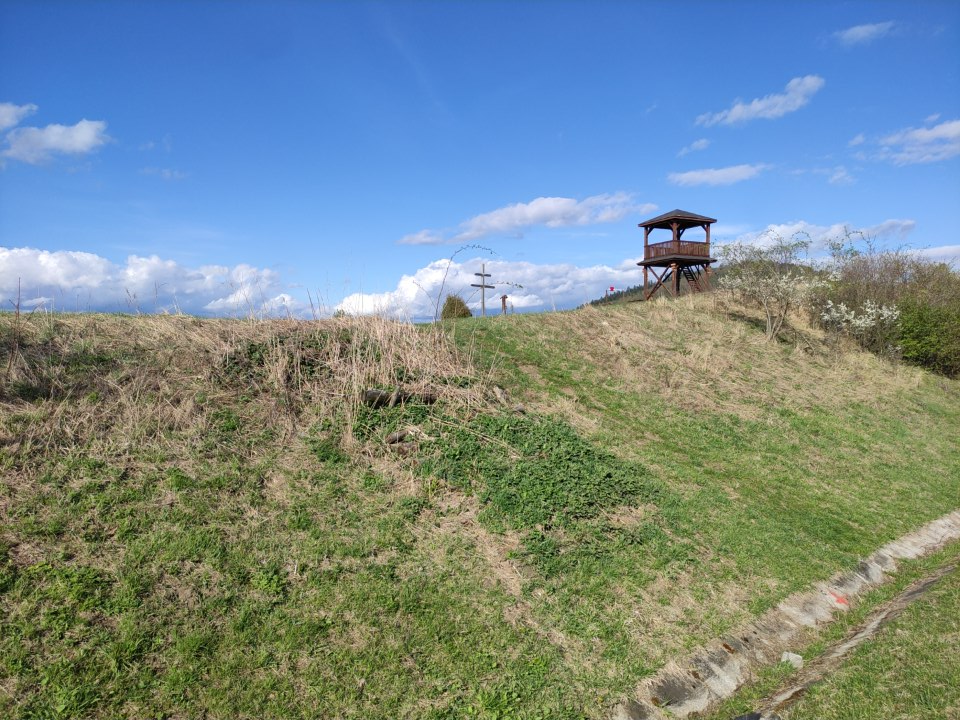
Umístění rozhledny na kopci
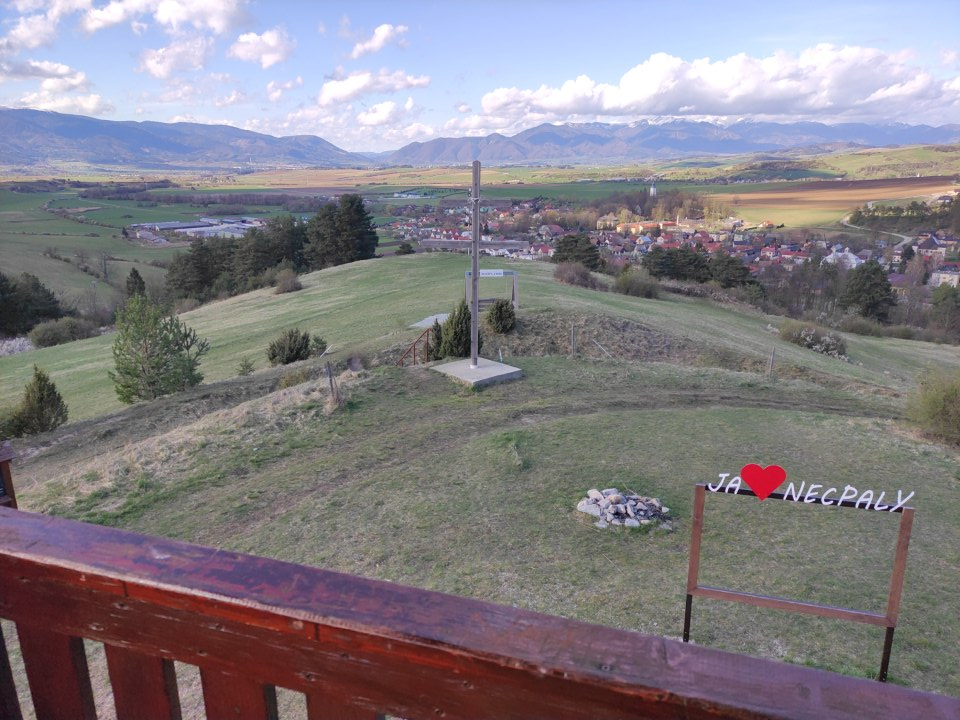
Výhled
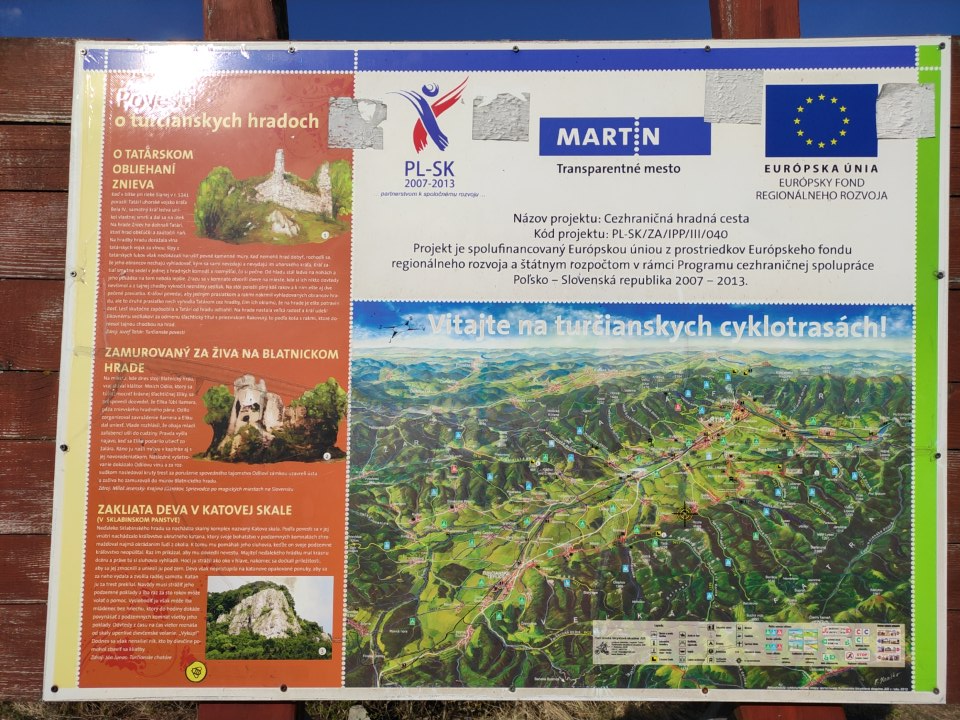
Informační panel u rozhledny